# Kloster Santa Maria del Galeso
Das Kloster Santa Maria del Galeso (Galesium) ist eine ehemalige Zisterziensermönchsabtei in der Region Apulien, Italien. Es lag rund 3 bis 4 km von Tarent in der gleichnamigen Provinz am Ufer des in das Mar Piccolo mündenden Flüsschens Galesus.

## Geschichte
Im Jahr 1169 wurde von Erzbischof Gerardo eine zu Ehren der Madonna errichtete Kirche am Galeso geweiht. Diese wurde 1195 mit einer ausreichenden Grundausstattung den Zisterziensern übertragen und von einem Konvent aus Kloster Sambucina bezogen. Damit gehörte das Kloster der Filiation der Primarabtei Clairvaux an. Das neu errichtete Kloster wird als großartig und hervorragend (grandioso e insigne) bezeichnet. Es besaß zwei Kreuzgänge. 1233 musste die Abtei einige Teile ihrer Ausstattung an die Kirche San Pietro in Tarent zurückgeben. 1382 oder 1392 ging das Kloster als solches unter, als es beim Streit um die Krone von Neapel in ein kleines Fort verwandelt wurde. In der Folge wurde es durch Artilleriebeschuss teilweise zerstört. Die Zisterzienser kehrten nicht mehr zurück. Bis auf die Kirche, die 1918 restauriert wurde, ist das Kloster völlig verschwunden. Die Güter der Abtei blieben noch bis 1780 in der Nutznießung der Kommendataräbte und gingen dann an das Diözesanseminar über.

## Anlage und Bauten
Erhalten ist nur die kleine, einschiffige, kreuzrippengewölbte Kirche, die in ihrer Substanz wohl noch aus vorzisterziensischer Zeit stammt.